# Gos d'aigua
Els  gossos d'aigua  són un grup de races canines caracteritzades per ser de mida mitjana i tenir el pèl de consistència llanosa i arrissada. Se solen utilitzar per a la caça d'anàtids i altres aus en zones pantanoses i aiguamolls.
Segons la classificació de la Federació Cinològica Internacional, els gossos d'aigua estan inclosos en el Grup VIII, secció 3ª.
El Caniche, tot i estar inclòs en el Grup IX amb el gossos de companyia, secció 2a, és una raça de gos d'aigua, tant per les seves característiques físiques com per l'ús que va tenir en el passat i per al qual va ser seleccionat.

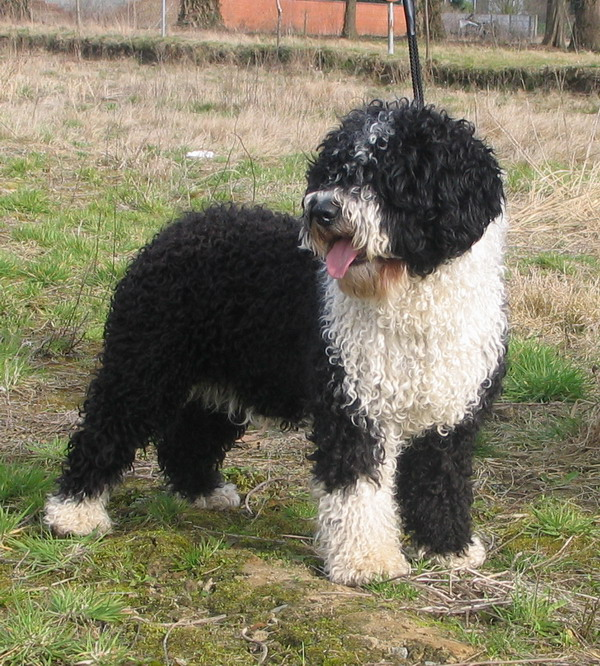
Gos d'aigua espanyol
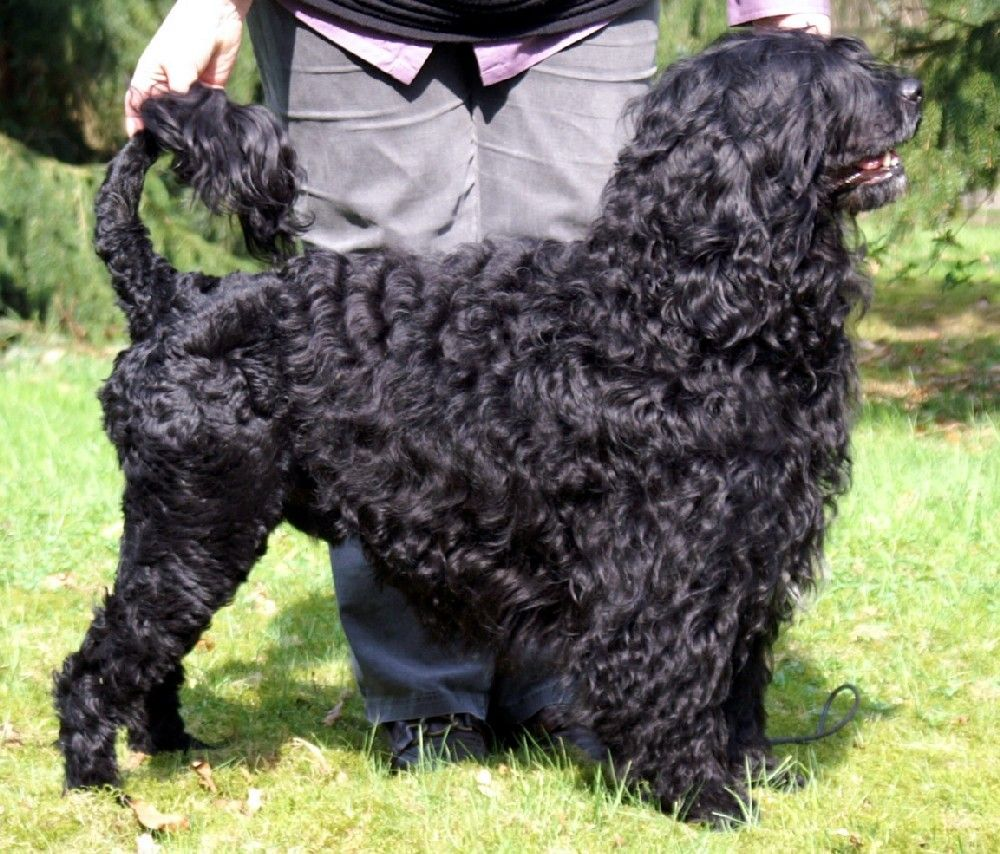
Gos d'aigua portuguès
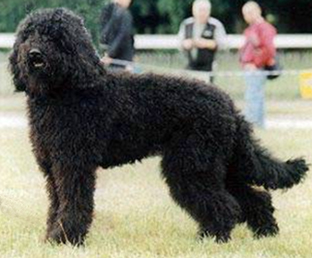
Gos d'aigua francès o Barbet
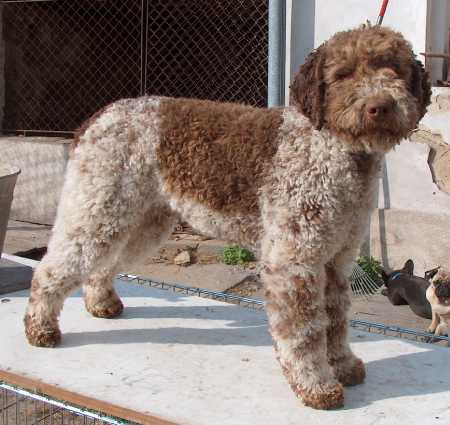
Gos d'aigua de la Romanya o Lagotto Romagnolo
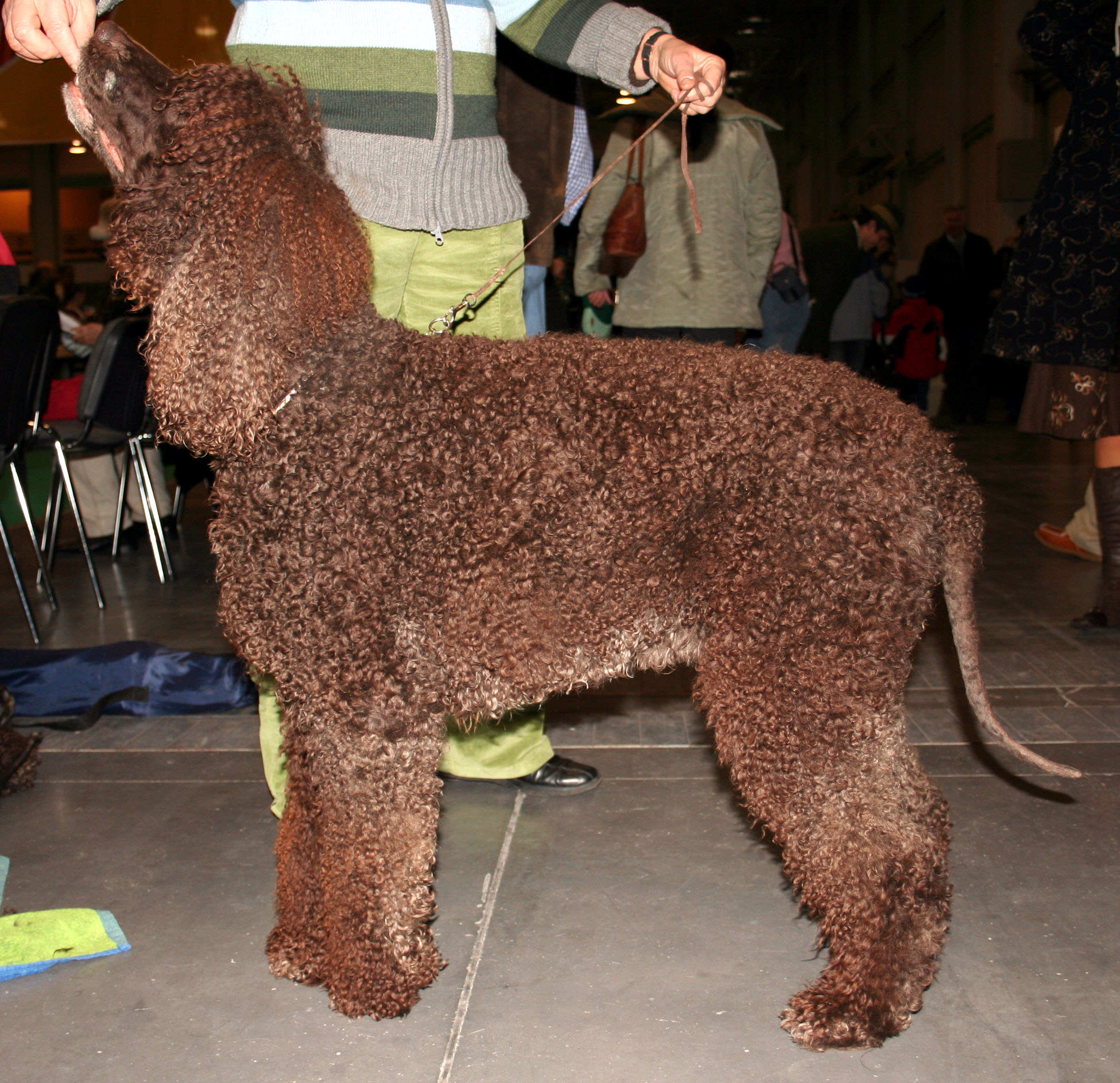
Gos d'aigua irlandès o Irish Water Spaniel
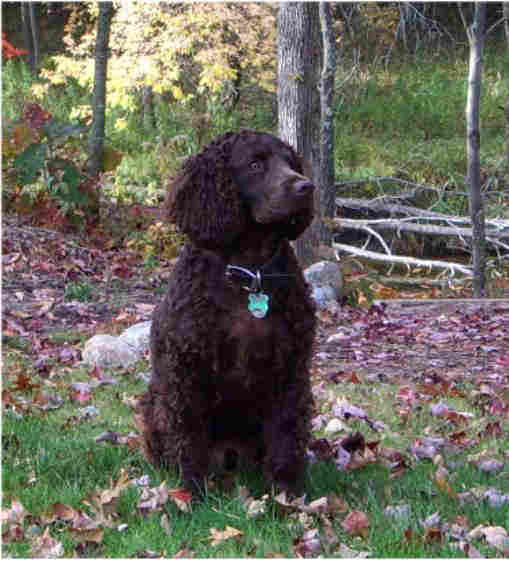
Gos d'aigua americà o American Water Spaniel
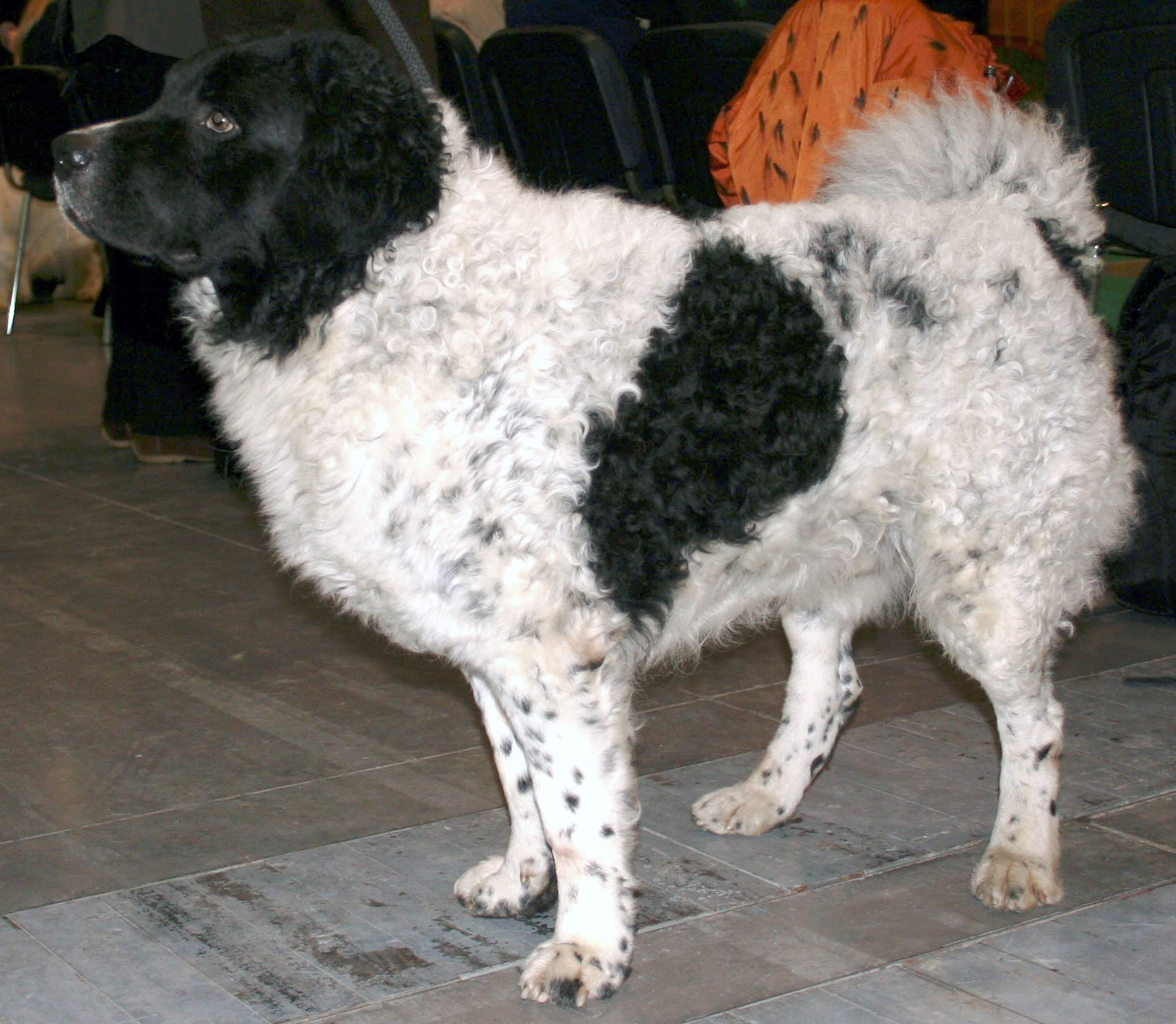
Gos d'aigua frisó o Wetterhoun
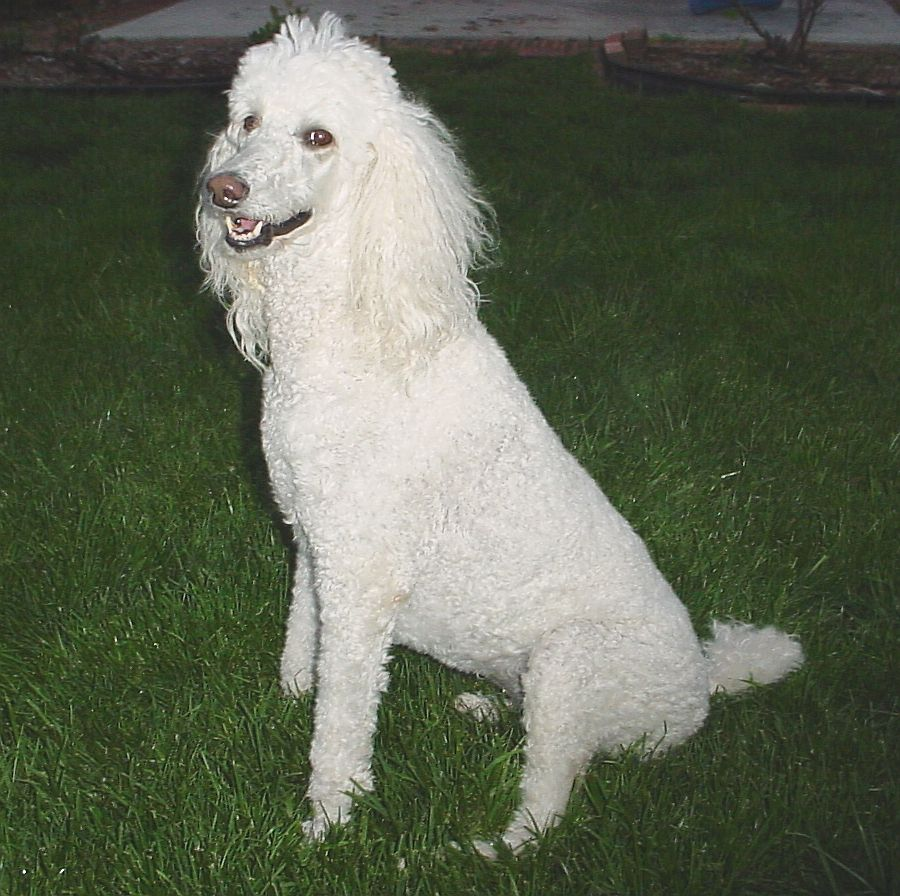
Caniche